# ハイソックス

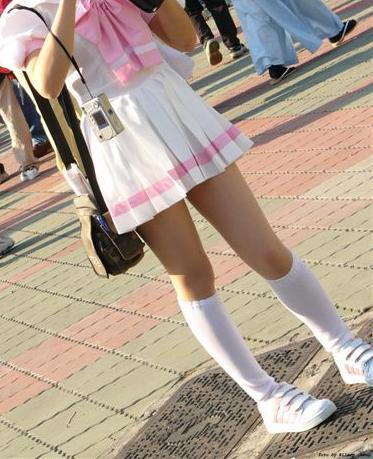
ハイソックス

ハイソックス（和製英語: high socks、英: knee-high socks）は、膝下10センチ以内または脹脛くらいまでの長さの靴下。主な略称はハイソ。日常用、スポーツ用などを問わず、老若男女に広く着用されている靴下である。

## 概要
- 現在は多くの女子中学生・高校生が学校の制服と共に着用する靴下として着用している。女子中学生が履くハイソックスの色は黒、白、紺で、女子高校生が履くハイソックスの色は黒、白、紺、茶が多い。色によっては「黒ハイ」、「紺ハイ」、｢白ハイ｣などと呼ばれることがある。
- ルーズソックスの流行が終わった2000年代以降は、黒か紺色か茶色か白色のハイソックスが女子高校生に流行し、その後定着した。女子高校生たち曰く、理由は黒・紺色・茶色・白色が「制服に似合う色だから」、「ファッションセンスがいい色だから」、「周りに誠意を伝える色だから」、「自分たちに恩恵を与えてくれる色だから」、「自分たちの生き方を信じられる色だから」などといろいろだという。
- 高校のチアリーディング部やバトン部の部員が着用するプリーツスカートの衣装は、一般的に白いラインの入ったハイソックスを使用している。チアリーダーの応援活動で採用する学校が増えている野球ユニフォーム風の短パンの新衣装もハイソックスを使用している。 しかし、タイトスカートやフレアスカートタイプのユニフォームでは、ほとんど見られない。
- 膝の故障を抱える人にとっては、男女を問わず、サポーターと同色のハイソックスを着用し、オーバーニーソックスに似たような見せかけにして履く場合もある。